# Artasona
Artasona o Artasona de Cinca és una localitat al terme municipal de lo Grau, a la comarca del Somontano de Barbastre, a la província d'Osca (Aragó). Pertany al partit judicial de Barbastre. En 1845 s'incorporà junt amb Enate al municipi de lo Grau. L'any 2019 tenia una població empadronada de 48 persones.